# Fitatsia ampingensis
Fitatsia ampingensis är en stekelart som först beskrevs av Tohru Uchida 1932.  Fitatsia ampingensis ingår i släktet Fitatsia och familjen brokparasitsteklar. Inga underarter finns listade i Catalogue of Life.